# Oficina de les Nacions Unides pel Suport a la Consolidació de la Pau a Guinea Bissau
L'Oficina de les Nacions Unides pel Suport a la Consolidació de la Pau a Guinea Bissau (UNOGBIS) va ser establerta pel Consell de Seguretat de les Nacions Unides en la seva Resolució 1233 a l'abril de 1999 per facilitar les eleccions generals i l'aplicació de l'Acord d'Abuja.
A això va seguir a un acord d'alto el foc signat a Praia el 26 d'agost de 1998 reafirmat l'1 de novembre (conegut com l'Acord d'Abuja) amb la promesa d'eleccions amb un protocol addicional per a l'organització d'un govern d'unitat nacional signat el 15 de desembre i reforçat per resolució 1216 del Consell de Seguretat de les Nacions Unides. L'acord va ser supervisat per ECOMOG i la Comunitat Econòmica dels Estats d'Àfrica Occidental (CEDEAO).
El mandat de la UNOGBIS es va ampliar després de les eleccions de 1999 en el període postelectoral. Hi ha hagut nombrosos informes presentats i les reunions del Consell de Seguretat de les Nacions Unides en els últims anys.
El mandat de la UNOGBIS va ser ampliada i revisada el 2004.
S'hi van plantejar preocupacions relacionades amb el tràfic de drogues des d'Amèrica Llatina així com l'estabilitat financera.
Va ser substituïda pel Oficina Integrada de les Nacions Unides per la Consolidació de la Pau a Guinea Bissau (UNIOGBIS) el 2009.